# Cebrio luctuosus
Cebrio luctuosus is een keversoort uit de familie Cebrionidae. De wetenschappelijke naam van de soort is voor het eerst geldig gepubliceerd in 1867 door Fairmaire.